# Національне шосе 8 (Естонія)
Національна дорога 8 (також відома як шосе Таллінн-Палдіскі) починається від Таллінна на площі Свободи. Далі дорога пролягає містом 10.7 км, після чого перетинає межу міста. Паралельно північному узбережжю Естонії проходить шосе Таллінн-Палдіскі. Шосе закінчується в Палдіскі.

## Маршрут
Дорога є частиною європейської траси E265. Загальна протяжність дороги 47,2 км.

## Дивись також
- Транспорт Естонії